# 沃氏隆胎鳚
沃氏隆胎鳚（學名：Emblemaria walkeri），為輻鰭魚綱鳚形目煙管鳚科隆胎鳚屬的一種，名是為了紀念加州大學洛杉磯分校的漁業生物學家博伊德·W·沃克（1917年－2001年），分布於中太平洋東部加利福尼亞灣海域，深度5至20公尺，本魚體延長，頭短鈍，吻部有2條鋸齒狀縱脊，雄魚眼睛下方有骨質凸緣，口腔頂部兩側各有1排牙齒，眼上有1觸鬚，鼻孔有短鬚，無側線、無鱗片，背鰭硬棘21-22枚、背鰭軟條15-18枚、臀鰭硬棘2枚、臀鰭軟條25-26枚，雄魚背鰭前部較大，呈帆狀，雄魚體藍灰色，頭部煙灰色，頭上有白色斑點和線條，眼觸鬚黑色，身體背鰭下有白色鞍狀條紋，脊柱上有黑白橫線，脊柱下方的側腹有一排白色斑點，背鰭前部有白色、黑色和粉紅色區域，體長可達6.5公分，棲息在沙石底質海域，通常躲在空的蠕蟲管中，以浮游動物為食，雌魚產附著性卵，由雄魚守護魚卵，生活習性不明。